# MOCA. (MObilité Caux-Austreberthe)
Mobilités Caux-Austreberthe (MOCA) est le réseau de transports en commun de la communauté de communes Caux-Austreberthe desservant principalement les communes de Barentin, Pavilly et Villers-Écalles dans le département de la Seine-Maritime.
Le réseau est exploité par Transdev Normandie Interurbain, une filiale du groupe Transdev.

## Histoire du réseau
En 2022, la Communauté de Communes Caux-Austreberthe a lancé une vaste étude pour la création d'un réseau de transport. En 2023 le réseau MOCA a été créé et a été annoncé, la création de deux lignes de transport en commun qui desservant le centre-ville de Barentin, Pavilly et Villers-Écalles. Des tests ont été effectués en janvier 2024. Le réseau a été inauguré le 16 mars 2024 puis mis en service le 18 mars 2024. Depuis la mise en service de ces deux lignes, une extension du réseau est envisagée.

## Lignes du réseau
Le réseau est composé de deux lignes numérotées 1 et 2. Ces lignes circulent du lundi au samedi et desservent les communes de Barentin, Pavilly et Villers-Écalles.
| Ligne | Caractéristiques | Caractéristiques                                                                  | Caractéristiques                                                                  | Caractéristiques                                                                  | Caractéristiques                                                                  | Caractéristiques                                                                  | Caractéristiques                                                                  | Caractéristiques                                                                  | Caractéristiques                                                                  |
| 1     | Barentin – Zone commerciale du Mesnil-Roux ⥋ Pavilly – Freckenhorst | Barentin – Zone commerciale du Mesnil-Roux ⥋ Pavilly – Freckenhorst               | Barentin – Zone commerciale du Mesnil-Roux ⥋ Pavilly – Freckenhorst               | Barentin – Zone commerciale du Mesnil-Roux ⥋ Pavilly – Freckenhorst               | Barentin – Zone commerciale du Mesnil-Roux ⥋ Pavilly – Freckenhorst               | Barentin – Zone commerciale du Mesnil-Roux ⥋ Pavilly – Freckenhorst               | Barentin – Zone commerciale du Mesnil-Roux ⥋ Pavilly – Freckenhorst               | Barentin – Zone commerciale du Mesnil-Roux ⥋ Pavilly – Freckenhorst               | Barentin – Zone commerciale du Mesnil-Roux ⥋ Pavilly – Freckenhorst               |
| ----- | --- | --------------------------------------------------------------------------------- | --------------------------------------------------------------------------------- | --------------------------------------------------------------------------------- | --------------------------------------------------------------------------------- | --------------------------------------------------------------------------------- | --------------------------------------------------------------------------------- | --------------------------------------------------------------------------------- | --------------------------------------------------------------------------------- |
| 1     | Ouverture / Fermeture 18 mars 2024 / — | Longueur 9,7 km                                                                   | Durée 20-30 min                                                                   | Nb. d’arrêts 26                                                                   | Matériel Citaro K C2 Hybrid Urbanway 10                                           | Jours de fonctionnement L, Ma, Me, J, V, S                                        | Jour / Soir / Nuit / Fêtes O / N / N / N                                          | Voy. / an —                                                                       | Exploitant Transdev Normandie Interurbain                                         |
| 1     | Desserte : - Communes : Barentin – Pavilly - Gares desservies : Gare de Barentin, Gare de Pavilly. - Principaux lieux desservis : Centre commercial du Mesnil Roux.           |                                                                                   |                                                                                   |                                                                                   |                                                                                   |                                                                                   |                                                                                   |                                                                                   |                                                                                   |
| 1     | Autre : - Amplitude horaire et fréquence : - du lundi au samedi : de 6 h 55 à 19 h 30 avec un passage toutes les 60 minutes. - Date de dernière mise à jour : 6 janvier 2025. |                                                                                   |                                                                                   |                                                                                   |                                                                                   |                                                                                   |                                                                                   |                                                                                   |                                                                                   |
| 1     | Dernière actualisation : — |                                                                                   |                                                                                   |                                                                                   |                                                                                   |                                                                                   |                                                                                   |                                                                                   |                                                                                   |
| 2     | Barentin – Zone commerciale du Mesnil-Roux ⥋ Villers-Écalles – Porte de la Vallée                                                                                             | Barentin – Zone commerciale du Mesnil-Roux ⥋ Villers-Écalles – Porte de la Vallée | Barentin – Zone commerciale du Mesnil-Roux ⥋ Villers-Écalles – Porte de la Vallée | Barentin – Zone commerciale du Mesnil-Roux ⥋ Villers-Écalles – Porte de la Vallée | Barentin – Zone commerciale du Mesnil-Roux ⥋ Villers-Écalles – Porte de la Vallée | Barentin – Zone commerciale du Mesnil-Roux ⥋ Villers-Écalles – Porte de la Vallée | Barentin – Zone commerciale du Mesnil-Roux ⥋ Villers-Écalles – Porte de la Vallée | Barentin – Zone commerciale du Mesnil-Roux ⥋ Villers-Écalles – Porte de la Vallée | Barentin – Zone commerciale du Mesnil-Roux ⥋ Villers-Écalles – Porte de la Vallée |
| 2     | Ouverture / Fermeture 18 mars 2024 / — | Longueur 6,3 km                                                                   | Durée 15 min                                                                      | Nb. d’arrêts 16                                                                   | Matériel Citaro K C2 Hybrid Urbanway 10                                           | Jours de fonctionnement L, Ma, Me, J, V, S                                        | Jour / Soir / Nuit / Fêtes O / N / N / N                                          | Voy. / an —                                                                       | Exploitant Transdev Normandie Interurbain                                         |
| 2     | Desserte : - Communes : Barentin – Villers-Écalles - Principaux lieux desservis : Centre commercial du Mesnil Roux.                                                           |                                                                                   |                                                                                   |                                                                                   |                                                                                   |                                                                                   |                                                                                   |                                                                                   |                                                                                   |
| 2     | Autre : - Amplitude horaire et fréquence : - du lundi au samedi : de 7 h 0 à 19 h 15 avec un passage toutes les 60 minutes. - Date de dernière mise à jour : 6 janvier 2025.  |                                                                                   |                                                                                   |                                                                                   |                                                                                   |                                                                                   |                                                                                   |                                                                                   |                                                                                   |
| 2     | Dernière actualisation : — |                                                                                   |                                                                                   |                                                                                   |                                                                                   |                                                                                   |                                                                                   |                                                                                   |                                                                                   |

## Exploitation

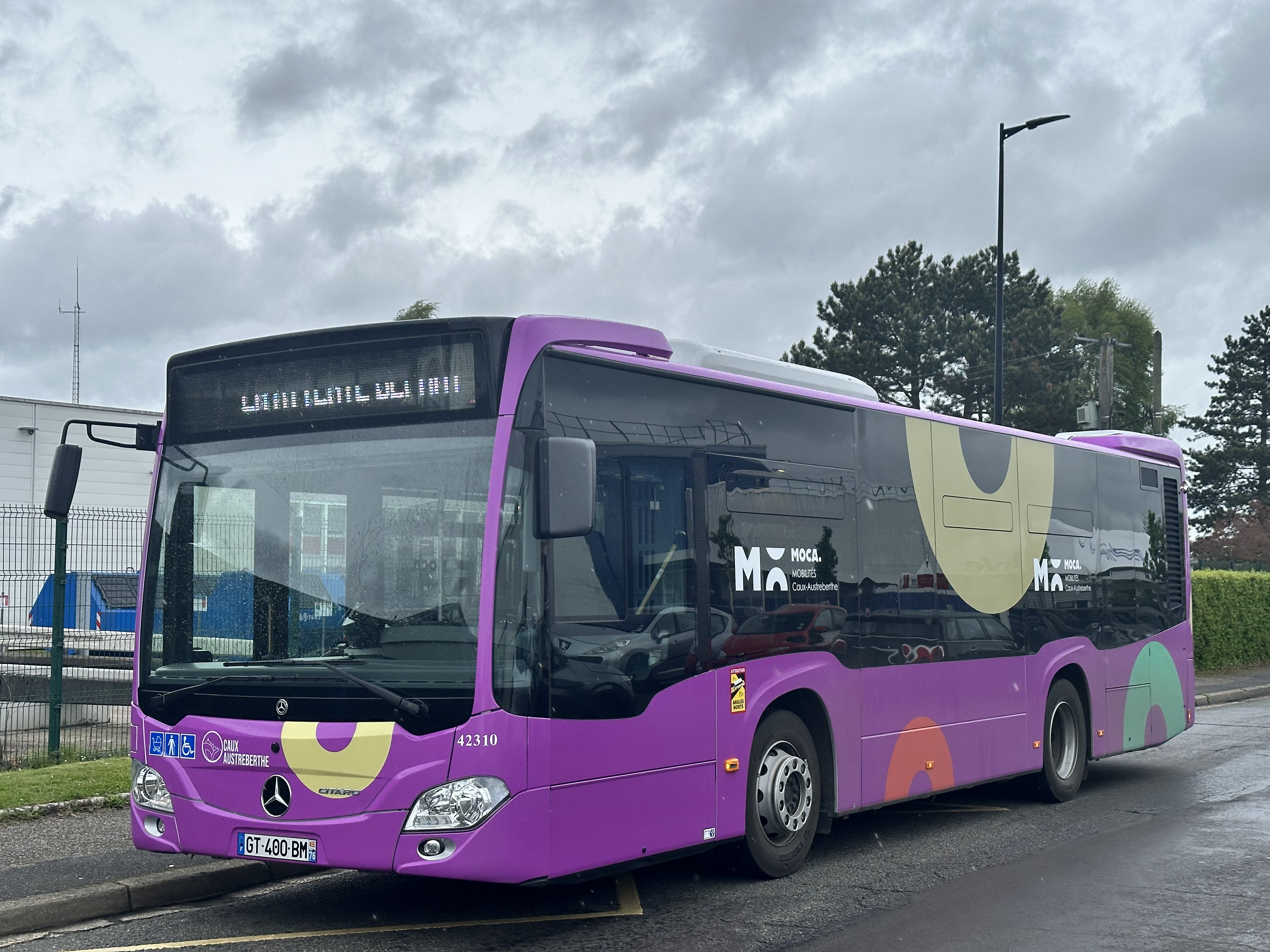
Mercedes-Benz Citaro K C2 Hybrid au terminus Zone Commerciale du Mesnil-Roux.

### Amplitude horaire
Les bus circulent du lundi au samedi de 6 h 55 à 19 h 30.

### Matériel roulant
Le parc est actuellement composé de 3 véhicules  :
Le parc du réseau comprend deux bus Mercedes-Benz Citaro K hybrides et un bus Iveco. Les véhicules Mercedes sont alimentés en carburant HVO.
- 2 Mercedes-Benz Citaro K C2 Hybrid (no 42310 / no 424801)
- 1 Iveco Bus Urbanway 10 (no 117663)

### Matériel réformé / plus en service
- 1 Heuliez GX 117 L (no 9650)
- 1 Mercedes-Benz Citaro K (no 98767)
- 1 Heuliez GX 127 L (no 40996)

## Tarification et financement
Les titres de transport sont répartis en deux catégories :
Voyages occasionnels
- 1 voyage : 1 €
- 10 voyages : 7 €

#### Voyages réguliers
- Pass 1 mois : 20 €
- Pass 6 mois : 60 €
- Pass 1 an : 120 €

Les titres pour voyages réguliers sont proposés sous forme d'abonnements, accessibles via une carte de transport dédiée.
Gratuité
La gratuité est accordée aux enfants de moins de 6 ans. Aucun titre de transport ne leur est demandé lors des déplacements sur le réseau MOCA.